# تشارلي تايلور (لاعب كرة قدم أمريكية)
تشارلي تايلور (بالإنجليزية: Charley Taylor)‏ هو لاعب كرة قدم أمريكية أمريكي، ولد في 28 سبتمبر 1941 في دالاس في الولايات المتحدة.

## وصلات خارجية
- تشارلي تايلور على موقع مرجع كرة القدم المحترفة.كوم (الإنجليزية)